# BAMBOO BLADE B
『BAMBOO BLADE B』（バンブーブレード ビー）は、「土塚理弘 & スタジオねこ」による漫画作品。『月刊少年ガンガン』（スクウェア・エニックス）2009年2月号から2013年12月号まで連載された。『BAMBOO BLADE』と時間軸・世界観を共有するスピンオフ作品である。

## 概要
タイトルの "B" とは "BOY" の意味であり、『BAMBOO BLADE』の執筆中に「剣道を通した少年の話」の着想を得た土塚理弘が新たに構想を起こす。最終的に主人公は女子となったものの、BB単行本第9巻あとがきの時点で既に「中学生キャラ」「少年誌で掲載」という構想の一端が示されていた。
「××と○○」で統一される各話サブタイトルや「ねこ」の存在など、土塚理弘の作品特有のキャラクターや表現は本作でも踏襲されている。
舞台である飛鈴中学校は、本作の連載開始に先立って『BAMBOO BLADE』において、同作の主要人物である千葉紀梨乃と桑原鞘子の出身校として名前が挙がっている。
本作の連載開始により『月刊少年ガンガン』における土塚の関与作品が、以前から連載していた作品と合わせて3本、ページ数にして100ページ前後になった時期があった。

## あらすじ
大城戸優、通称「ユウ」は飛鈴中学校の新1年生。中1とは思えない高身長という体格に目をつけられ、入学式当日より数々の運動部から勧誘されるが、本人には運動部入りするつもりはこれっぽっちもない。近所に住む剣道場の息子、笹森健太との縁で剣道の経験はあるものの、ユウは幼いころから健太との練習で1度も勝てたためしがなく、そのためどちらかといえば剣道は嫌いだった。
親友の木場奈々と共に家庭科部へ仮入部するが、部の先輩である川上硯梨が剣道部と掛け持ちしていたことから、ユウの進路は思わぬ方向に動き出す。

## 登場人物
登場人物のほか、各学校などのグループ全体についての解説も各項目の冒頭において併せて解説する。
なお、『BAMBOO BLADE』本編での登場人物の名字は、主に実在する剣道家からとられていたが、そのスピンオフである本作においてもこれは踏襲されているものであると推測される。

### 主要人物とその関係者

#### 大城戸家
大城戸 優（おおきど ゆう）
本作の主人公。12歳、飛鈴中学校1年1組。5月12日生まれ。血液型O型。通称「ユウ」。髪型はストレートのロングで、頭頂部から一房アホ毛が立っている。一貫して単行本表紙メインを飾っている。
中学1年生にしては長身で容貌も大人びており、街中ではナンパされることもあるが、本人はその事をコンプレックスにしている。反面、漫画やアニメを趣味にしているなど、性格はやや子供っぽい。父はサラリーマン、母は料理教室を開いている。
小学生時代からケンタの稽古相手を務めているが、勝ったためしが無い。そのせいで剣道はどちらかと言えば嫌いである。スポーツは苦手な方だが、足が速い。
当初は家庭科部に入部するつもりでいたが、旧知である角との再会や家庭科部の先輩であるスズリを通じて剣道部の面々と関わるようになり、その結果「あの先輩方、あの先生と一緒にやれたら楽しそう」との思いを抱いたことから、ナナの勧めもあり、家庭科部との掛け持ちで剣道部入りする。そして、公式大会などの出場を通して、自ら剣道に対して真剣に取り組むようになってゆく。
本人は自覚していなかったが、ケンタやカグヤ、ケンタの祖父といった実力者の中で稽古を積んできたため、実力はレンジとほぼ互角。統合後の剣道部顧問の座をかけた角班と竹中班との対戦では4人抜きをやってのけた。またその体格から竹刀の振りも強く、「ゴリラ」と評されてしまうこともある。
ユウの母
フルネーム未出。料理教室の先生をしており、ジンの栄養失調が問題となった時には、食生活改善の指導を買って出た。
「先生なら必要な人に必要なことを教えるのが義務」という理念を持っており、そのことが持田の指導方針を変える一因となる。
ユウの父
フルネーム未出。普通のサラリーマンで、娘のユウからも「普通」と評される。

#### 笹森家とその血縁者
笹森 健太（ささもり けんた）
11歳、火縄小学校6年生。3月2日生まれ。血液型はB型。通称「ケンタ」もしくは「小学生のケンちゃん」。単行本第1巻表紙。
家は笹森道場という剣道道場。自身も剣道が好きで、その実力は中学生のレンジに迫る。3年生の時点で既に6年生でも敵わないほどの実力をつけていたため道場内に練習相手がおらず、ユウをよく引っ張り出していた。現在も道場での稽古が土日だけのため、ユウを毎日の稽古相手にしている。
剣道をスポーツではなく「武道」と考えている。また剣士に憧れており、3年生の時には自身の名前を「剣太」と書き、担任に叱られたことがある。
斎村姉弟とはいとこに当たり、特に陽にはライバル心を燃やしている。
笹森 賢造（ささもり けんぞう）
ケンタの祖父で笹森道場の道場主。ケンタの実力に対しては「道場内では一番かもしれないが、まだまだ」と評価している。ユウが剣道部への入部を渋っていたことに対しては「自分で決めること」と彼女の意思を尊重しつつも、もったいなく思っていた。
佐藤将蔵とは旧友で、県大会団体戦後にユウたちを呼んで将太郎ら佐藤道場門下への対処策として古式剣術の一端を伝え、個人戦でユウたちが将太郎を除く3人を破った後には、将蔵の教えが道半ばであった事を将太郎たちに伝えた。
斎村 香久耶（さいむら かぐや）
14歳、ケンタのいとこでユウとも旧知の仲。通称「カグヤ」。7月9日生まれ。中学3年生。血液型はB型。髪型はショートで、白い前髪の右側をそのまま伸ばし、左側を注連縄風に細い三つ編みにして後ろへ回し、大きな三日月の髪留めで留めている。食べることが好き。
全国中学校剣道大会女子個人戦のタイトルホルダーで、弟の陽とともに「日本一の剣道姉弟」として知られており、カグヤ自身もかつてテレビ番組の企画“剣道小町”で九州地方代表の一人（もう一人は『BAMBOO BLADE』の榊心）に選ばれた事がある。
弟の陽を過度なまでに溺愛しており、剣道を始めたのもいじめられっ子だった陽を守るためで、彼の試合中に対戦相手に髪留めを投げつけ退場処分を受けた事もある。
一度集中しだすと周りが全く見えなくなる程高い集中力を発揮し、ゴールデンウィークに上京した際にユウと一戦交えた時には、初太刀での四連撃（面・胴・小手を決めた末、竹刀を弾き飛ばした）でユウをまったく寄せ付ける事すらなく圧勝した。全国大会では、県大会決勝でユウを下した柳沼に完勝、男子の部で優勝した将太郎をして「とんでもない怪物」と言わしめた。
『BAMBOO BLADE』でも名前のみながら登場。“剣道小町”のつながりで、心同様『熱血バニッシュ学園』への出演が検討されたが、高校受験を控えているため見送られた。実際のところは、本人はどっちでもよかったが母親が断ったとのこと。
斎村 陽（さいむら よう）
11歳、カグヤの弟。9月9日生まれ。小学6年生。血液型はA型。
全日本選抜少年剣道個人錬成大会優勝者であり、ゴールデンウィークに姉とともに上京した際には、稽古でケンタを圧倒した。剣道を始めたのはカグヤの影響だが、彼女からは（日本一になった現在でも）危ないから剣道はやめて欲しいと言われ続けている。
ややませたところがあり、カグヤの溺愛ぶりに辟易している一方、カグヤがユウと剣道の試合を観戦した際、姉の圧倒的な剣道の腕前に、怖さと危機感を抱いている。
ユウに対しては思慕の念を抱いており、ユウが絡むと普段のクールな性格が一転して熱くなる。

#### ユウの友人・クラスメート
木場 奈々（きば なな）
12歳、飛鈴中学校1年2組。ユウの小学校時代からの友人。通称「ナナ」。単行本第1巻表紙。
ピンク色の髪で、ユウと対照的に背が低い。小学校時代はメガネに癖っ毛だったが、中学に入ってからはコンタクトに変え、髪も沢宮エリナのようなストレートのツインテールになった。趣味もユウのような子供っぽいものを卒業したと宣言している。
ユウが剣道部員と関わっていく中で心が剣道に傾いていることを見抜き、剣道部入部を勧め、その後剣道部の練習強化に伴いユウが家庭科部に顔を出す機会が減った際も、笑ってユウを励ました。
本編末のコラムページ「ナナちゃんにおまかせ」ではナビゲーター役を務めている。
茜（あかね）、未久（みく）
ともに飛鈴中学校1年1組で、フルネーム未出。ユウのクラスメート達。二人でユウを家庭科部に誘った。
未久はウサギをあしらった髪留めが特徴。

### 飛鈴中学校
かつて県内中学剣道の名門と言われ、一時は部員が60人を超した事もあった。第1話の時点ではその名残りで部は男女別に分かれており、それぞれに顧問を置いていたが、顧問である角と竹中の指導方針の違いもあって、部員は男女別を超えて角班と竹中班に分かれ、派閥化していた。第6話にて部員数の激減と結果を残せていないことを理由に統合され、新たに持田が顧問に就任した。
持田 歩（もちだ あゆむ）
飛鈴中の新任教師で、男女剣道部の統合に伴い顧問に就任した。単行本第3巻表紙。
初段の位を持ち、高校時代にはIH出場経験を持つ実力者で、竹中と対戦した際は左手首を痛めていた（育てていたサボテンの鉢が落ち棘が刺さった）にも関わらず、遠い間合いから一瞬で逆胴を決めている。
顧問就任当初は統合前より軽い稽古をさせるばかりで、部員からは「自分たちを強くする気があるのか」と疑問視されていた。この練習方針の背景には、中学時代のある夏の日のランニング中に、剣道仲間だった「タイチ」が持田の目の前で倒れた出来事が関係しており、この一件がトラウマとなって、自分を「未熟で、人に剣道を教えるなんて出来ない」と思っていた。しかし、タイチと同じく体力不足気味のジンが倒れた事件をきっかけに、図らずもユウから指導者のあり方を説かれ、当事者であるタイチからも激励された事で、それが自己本位の考えに過ぎない事に気づき、部員たちの同意のもと、全国大会を目指して本格的な練習を行うと宣言する。
剣道・剣術についての知識は豊富。個々の部員の特徴の見極めにも長けているが、前述のトラウマもあり、自分が剣道指導者として十分な力量を持っているか絶えず自問自答している。
風貌が同じ土塚理弘の作品『マテリアル・パズル』に登場するジャンクーアに酷似しているが、土塚はそれを周囲から指摘されるまで気づかなかったという。

#### 男子部員（飛鈴中学校）
伊藤 錬二（いとう れんじ）
2年生。通称「レンジ」。統合前は竹中班。単行本第2巻表紙。
「男は誰よりも強くなければいけない」を信条としており、剣道部の中でも特に意気高く、真剣に練習に取り組んでいる。そのため、就任当初の持田の練習方針には露骨に不満を表していた。
剣道で“小学生のケンちゃん”に一回も勝った事が無いと自分で申告していた筈のユウが4人抜きを演じた事から、ユウの剣道部への勧誘に乗り出す一方、“小学生のケンちゃん”ことケンタにも関心を持ち、笹森道場にも出入りするようになる。
ジンとは幼馴染みで、よく一緒に練習している。後述する事情で以前属していた道場をジンと共に追われた過去があり、その背景が、己を「より強く」と奮起させる要素ともなっている。しかしジンの体調に合わせて練習をしていたことから、天応中の辻村との試合で集中力不足を露呈してしまい、以来さらに厳しく練習に取り組むようになる。
中倉 迅（なかくら じん）
2年5組。通称「ジン」。統合前は竹中班。単行本第2巻表紙。
レンジと一緒にいる事が多く、士気の高いレンジに振り回される事もある。疲労がちで体力的な問題を抱えているが、間合いの感覚はずば抜けており絶対の自信を持っている。真面目で新入生にも優しい紳士的な性格。委員会の仕事もやっている。
両親は離婚しており母親と二人暮らし。女手一つで育ててきた母は夜勤が中心のため、ジンとは生活のリズムが合わず、親の管理が行き届かない中、本人の好き嫌いの多さや食の細さから長期に渡り栄養のある食事を満足にとっていなかった。そのため不健康に痩せた状態の体でレンジの猛練習などにも付き合い、何度も練習中に貧血を起こして倒れている。そのことを伝え聞いたユウの母から「自己管理が出来ていない」と見なされ、彼女の下で料理を学ぶ事になり、またスズリの協力で家庭科部にも一時的に籍を置く。スタミナ不足は持田からも指摘されており、天応中との試合後はランニングを中心とした体力強化に力を入れている。
小柄で細身ゆえにいじめの対象になっていたのを見かねたレンジの半ば強引な勧めで剣道を始めた。しかし母親が剣道をすることに反対していたため、所属していた道場への月謝の納入が滞り、また実力で道場トップクラスになっていたジンとレンジへの嫉妬もあって、同じ道場に属するある少年（実はヒメ）から道場への在籍をかけた勝負を挑まれ（実際に戦ったのはレンジ）、敗れてその道場を去った過去がある。
佐々木 大河（ささき たいが）
14歳、3年6組。統合前は男子剣道部部長で竹中班。タツミからは「トラちゃん」と呼ばれている。練習熱心で、放課後の掃除当番を忘れるほど。剣道は小学校から続けており、実力はあるが、試合では立場上（また自らの希望から）先鋒や大将などの重要なポジションにつくがために責任感が災いしてやる気が空回りし、また追い込まれると益々テンパってしまうなど精神的な脆さから、稽古通りの実力が発揮できずに勝ちが取れないでいる。中堅や次峰辺りが一番いいのでは部内でも囁かれている。
坊主頭で年齢にそぐわない強面ゆえ、小野に「テメーのどこが中学生だ！」とツッコまれることもあった。しかし第12話にて、試合で負けたショックでデフォルメした姿になって以来、その姿で描かれるようになる。
遠藤 俊介（えんどう しゅんすけ）
3年生。通称「シュン」。
統合前は楽しく練習できるという理由で角班の下で練習しており、持田の練習方針変更時にも、他の部員が盛り上がる中、一人尻込みする態度をとっていた。
剣道の腕はあまり強くはないが、仲間の勝敗を本人以上に喜んだり悔しがったりするところから、部のムードメーカーとなっている。
同じく剣道をやっている妹が2学年下にいるが、一緒に練習をしたくないという理由で、剣道部には自分が引退した後で入るように言っている。
有馬 照樹（ありま てるき）
3年生。通称「テルキ」。
常に半眼で無表情（時折「ニヤリ……」と笑うなど僅かに変化する事もある）。チョコフレークを食べる音を編集してイヤホンで聴く（本人いわく「癒される」）など、独特の価値観の持ち主。シュンと一緒に行動しており、剣道部統合前は遠藤とともに角班で練習していた。
とらえどころのない、いわゆる「難剣」の使い手で、試合は引き分けに持ち込むことが得意。

#### 女子部員（飛鈴中学校）
川上 硯梨（かわかみ すずり）
13歳、2年生。通称「スズリ」。髪は紺色で両側をピンで留めている。剣道部統合前は角班。家庭科部にも所属しており、同部を志望していたユウが剣道部にも関わりを持つきっかけを作った。
しっかり者の性格で、剣道部では同学年以下の部員のまとめ役的存在。ジンが練習中に倒れた事件では、ユウの依頼でジンを一時的に家庭科部に入部させた。ユウからは「大人っぽい」と評されている。
家では外とは一転してだらけており、家の手伝いもせず、自分の部屋はいつも散らかっている。ユウと同じく、ゲームやフィギュアといった子供っぽい趣味をもっている。
レンジとは幼稚園に入る前からの付き合いで、お互いを下の名前で呼ぶ程に親しく、剣道もレンジに誘われるかたちで始めている。
宮本 竜美（みやもと たつみ）
3年生。通称「タツミ」。統合前は女子剣道部部長で角班。
小柄な体格で、自転車は補助輪付きである。意気は高いが、奔放な女子部員を統率し切れていない。
入学当時はマンガ・イラスト制作部への入部を希望していたが、盗作まがいの手抜き制作（他作品のストーリー・背景・キャラクター全て流用）の手伝いを強要されかかったところをキリノに救われたことでキリノに憧れを抱き、彼女が部長を務める女子剣道部に入部した。
『BAMBOO BLADE』の方でも第94話で、キリノの電話越しの声でのみ登場。その中でキリノと同じ高校への進学を希望していることを話している。
菊川 紗里子（きくかわ さりこ）
3年生。通称「サリ」。薄緑の髪が特徴。統合前は竹中班に所属。
男子の佐々木に勝つこともある（ユウ入部前は）女子部員一の腕前だが、少々ひねくれた性格で、政文中学校との対抗戦を放棄してマユと遊ぶなどしていた。
部長のタツミに対しては露骨に突き放した態度を取るが、元々タツミとは幼馴染で、ドジばかり踏んでいるタツミを何かにつけてフォローし続け、剣道部に入ったのもタツミの入部を知ってあわてて追いかけてのものだった。しかし「自分がついていてあげないと何もできない」はずのタツミが部長に任命されてからは態度が一転し、現在にいたる。
谷崎 繭（たにざき まゆ）
3年生。通称「マユ」。
切り揃えたショートカットとメガネが特徴。常にサリと行動を共にしており、剣道部でも統合前はサリと同じく竹中班の下で教わっていた。
タツミとサリの関係を知りつつも、タツミに対してはサリに従う形で冷ややかな態度をとる。
小野 清夢（おの きよむ）
2年生。杉山からは「ムーちゃん」と呼ばれている。金髪を短く切っている。
ボーイッシュな性格。士気はあまり高くなく、杉山と一緒に遊んでいるが、杉山に振り回されてもいる、統合前は無派閥。たまにつっこみを行っている。
名前の読みが『清村くんと杉小路くんと』の主人公、清村緒乃（きよむらおの）を並べ替えたものとなっており、杉山との関係も、同作の清村と杉小路のような間柄。
杉山 小路（すぎやま こみち）
2年生。小野からは「チィ」と呼ばれている。バラけた短めの髪を、玉つきの輪ゴムでツインテールにしばっている。
少々子供っぽい性格で、絶えずお菓子を口にし、何かと小野を振り回している。統合前は小野と同じく無派閥。
こちらは名前の文字が『清村くんと杉小路くんと』の主人公、杉小路隆千穂の苗字を切り分けたものになっている。ただし小野の振り回し方は杉小路ほど強烈なものではなく、また登場初期以降はなくなりつつある。

#### 元顧問など
角 綾子（すみ あやこ）
飛鈴中学校の教師。前女子剣道部顧問。生徒からは「お角ちゃん」と呼ばれている。単行本第1巻表紙。
剣道経験者だが、竹中ほどではない。指導方針は角の実力も相まってあまり厳しいものではなく、部員たちと一緒に楽しくやっていくというスタンス。そのため、統合前は男子部から遠藤と有馬が参加していた。
2年前に女子剣道部顧問を突然命じられたため、鍛え直すために笹森道場に通っていた事があり、その縁でユウやケンタとは知り合いである。
また、持田が顧問に就任後も、時折剣道部の様子を見に来たりしている。
非常に小柄な体格で、デフォルメ描写の際にはさらに小さく描かれる。
竹中 四郎（たけなか しろう）
飛鈴中学校の教師。前男子剣道部顧問。
剣道は段位を持つ腕前。練習は角のものよりも真面目で厳しく、統合前は女子部からもサリとマユが参加していた。
男女剣道部統一の報せを聞いて顧問解任の危機感を抱き、角に自分から辞任するよう仕向けるべく、自班と角班の団体戦を持ちかけた。レンジの奮闘で自班は勝ったものの、既に校長は新たに持田の顧問就任を決めており、独り相撲に終わった。
過去の経験から「髭と眼鏡と剣道」が、自分が女にモテるための必須アイテムと考えており、そのために剣道部顧問の座に固執していた。
校長先生
フルネームは不明。部員数の減少から、男女別になっていた剣道部の統合と顧問交代を決めた。
剣道経験者であり、第9話では持田と上段の構えを巡る技術論を交わしていた。

### 天応中学校
県内ベスト4に入った経験のある強豪校。地区大会の招待校として招かれ、優勝した飛鈴中学校と戦った。
川畑 恭子（かわばた きょうこ）
天応中学校剣道部顧問。28歳、体育教師。
剣道は中学から始めており、四段の段位持ち。彼女が顧問に就いてから、天応中が飛躍的に強くなったとされている。
重度の猫好き。

#### 男子部員（天応中学校）
坂本 貴広（さかもと たかひろ）

但野 勇矢（ただの ゆうや）

吉田 隆司（よしだ りゅうじ）

佐藤 将太郎（さとう しょうたろう）

馬場 一（ばば はじめ）

辻村 圭祐（つじむら けいすけ）

#### 女子部員（天応中学校）
真砂 チル（まさご チル）

芝田 夏希（しばた なつき）

奥園 緋姫（おくぞの ひめ）
2年生。通称「ヒメ」。前髪をリボンで止めたセミロングの髪型が特徴。一人称は「ボク」。正義感は強いが、相手に非が在れば何をしてもいいと思っている幼稚な性格で自己中心的なレベルまでになってしまっており、他の部員からは「怖い女」扱いされている。レンジとジンを所属していた道場から追い出した張本人でもある（当時は少年にも見えるショートカットだった）。
実力は辻村曰く「県最強の一角」。飛鈴中との対戦では中堅としてユウと対戦。当初はユウを圧倒していたが、ケンタの檄で冷静さを取り戻したユウの反攻で互角となる。最後は審判の判定の甘さから勝利は収めるものの本人は納得できず、打倒ユウを決意する。
日下 静（くさか しずか）

小沼 知佳（こぬま ちか）

### 元永学園中等部
関東で一・二を争う強豪校。持田が練習試合を申し込みに行ったが断られている。
和田 薫（わだ かおる）
剣道部顧問。持田は中学生時代の教え子。段位は四段。
自分は生徒の気持ちを理解した上で指導を行っていると思っているが、教え子たちに、特定の者だけ贔屓にしている態度などが筒抜けになっていることに気付いていない。

#### 男子部員（元永学園）
羽柴 重則（はしば しげのり）

小関 鉄人（おぜき かねと）

#### 女子部員（元永学園）
柳沼 粋恋（やぎぬま すいれん）
3年生で女子剣道部の部長。少しクセのあるショートカットと麻呂眉が特徴。持田曰く「中学生とは思えない貫禄」。
“剣道小町”のひとりで、顧問の和田は「斎村（香久耶）を倒せる才能がある」と豪語する。
大会でも化粧の乗り具合などを気にしている（それでいながら試合では圧倒的な実力を発揮する）など、マイペースな一面がある。

### その他の登場人物
千葉 紀梨乃（ちば きりの）
『BAMBOO BLADE』での主要人物の一人。タツミの2代前の飛鈴中女子剣道部長。作中では回想にのみ登場で、顔がハッキリ描かれていない。当時の髪型はツインテール。
マンガ・イラスト制作部員の盗作まがいの手抜き制作に巻き込まれかけたタツミを救い、さらにそこから（無関係のはずの）マンガ・イラスト制作部を仕切ってしまう手腕を発揮した事が、タツミが剣道部に入部するきっかけとなる。室江高校に進学した現在も、タツミとは電話のやりとりなどをしている。
角からも「私より頼りになる」と言われるなどリーダーとしての才覚を当時から見せていた模様。また、『BAMBOO BLADE』同様誤字癖も回想の中で見られる。
高校進学後については該当項目を参照のこと。
ジンの母
フルネームは不明。夜の仕事をしているため、ジンに満足な食生活を与えておらず、ジンの物分りの良い性格に甘えていた事もあって生活の改善を怠ってきた。今までもジンの栄養不良の件で担任から何度か注意を受けているが、意見されると腹を立てやすい性格ゆえに生返事をしたため持田の怒りを買う。しかしジンがユウの母の指導で料理を学び出した事から、家庭での自分のあり方を反省する。ちなみにその気になれば家事は出来るらしい。
ジンが剣道を続ける事には反対しているが、現在は黙認しているようである。
末野 将子（すえの しょうこ）
『BAMBOO BLADE』の登場人物の一人。“女子五剣聖”のひとりで、佐藤将太郎の実の姉。両親が離婚しており、弟妹とは離れて父親とともに九州で暮らしている。
『BAMBOO BLADE』後半の舞台である『熱血バニッシュ学園』収録と、手術を控えたマサミを見舞うため上京。将太郎とも再会を果たした。全国大会決勝当日でもあるマサミの手術日に再上京。将太郎から優勝の報告を受けるとともに、女子の部で柳沼を下して優勝したカグヤと将太郎の対戦機会を示唆した。
顔が半分隠れていたキリノや後ろ姿だけの榊心と異なり、『BAMBOO BLADE』の登場人物では初めて明確に描かれての登場となった。
佐藤 将蔵（さとう しょうぞう）
笹森賢造の友人で佐藤将太郎、末野将子の祖父。前年に他界しており、作中では回想の中で登場。
古流剣術の流れを組み、賢造曰く「剣の本質である『人を斬ること』を色濃く伝える」剣道家だったが、時代の流れの中で一度は道場を閉じていた。しかし晩年に心境を変え、「光当たる剣」活人剣を伝えるべく、将太郎ら3人の孫や将太郎の友人を相手に指導を再開するも、「剣の怖さ、危うさ」を伝えたところで志半ばにして急逝した。
教え子の素質を活かす指導であったらしく、ヒバチには「気で圧する」「心を心で押し潰す」、体力に秀でた小関には「試合場を縦横無尽に使う」、器用故に伸び悩んでいた辻村には脚を使う剣道を教えた。
ねこ
土塚理弘の作品でおなじみのねこ。『BAMBOO BLADE』と異なり鼻が黒い。『月刊少年ガンガン』公式サイトの作品紹介ページにも登場している。

## 書誌情報
- 土塚理弘&スタジオねこ 『BAMBOO BLADE B』 スクウェア・エニックス〈ガンガンコミックス〉、全12巻
  1. 2009年7月25日初版発行（6月25日発売[9]）、ISBN 978-4-7575-2596-2
  2. 2009年11月25日初版発行（同日発売[10]）、ISBN 978-4-7575-2729-4
  3. 2010年5月25日初版発行（同日発売[11]）、ISBN 978-4-7575-2881-9
  4. 2010年11月25日初版発行（同日発売[12]）、ISBN 978-4-7575-3073-7
  5. 2011年4月22日初版発行（同日発売[13]）、ISBN 978-4-7575-3194-9
  6. 2011年9月8日初版発行（同日発売[14]）、ISBN 978-4-7575-3362-2
  7. 2012年1月21日初版発行（同日発売[15]）、ISBN 978-4-7575-3475-9
  8. 2012年4月21日初版発行（同日発売[16]）、ISBN 978-4-7575-3579-4
  9. 2012年8月22日初版発行（同日発売[17]）、ISBN 978-4-7575-3713-2
  10. 2012年12月22日初版発行（同日発売[18]）、ISBN 978-4-7575-3813-9
  11. 2013年5月22日初版発行（同日発売[19]）、ISBN 978-4-7575-3960-0
  12. 2014年1月22日初版発行（同日発売[20]）、ISBN 978-4-7575-4168-9